# 王錫賢
王晳鉉（韓語：왕석현，2003年6月2日—），韓國男演員。他於2008年參演電影《急速醜聞》出道，當中扮演朴寶英的兒子時，因擺出獨特的表情而成為經典的畫面，在之後一直被人用作表情包之用。

## 演出作品

### 電視劇
- 2009年：KBS《拜託小姐》飾演 姜秀民
- 2012年：MBC《不能沒有你的生活》飾演 金基燦
- 2013年：KBS《廣告天才李太白》飾演 金河朗
- 2018年：SBS 《雖然30但仍17》飾演 金亨泰(少年)
- 2018年：MBC《與神的約定》飾演 宋顯祐

### 電影
- 2008年：《急速醜聞》飾演 黃琪棟
- 2008年：《The Missing Lynx（朝鲜语：링스 어드벤처）》飾演 Gus的聲音
- 2010年：《伴我走天涯2》飾演 歸還錄影帶的少年（特別出演）

## 獎項
- 2009年：韓國童星獎－大獎
- 2009年：春史電影獎－最佳青少年演員獎
- 2018年：MBC演技大獎－青少年演技獎[3]

## 外部連結
- 王錫賢的Instagram帳戶